# Ding Song
Ding Song (丁松S, Dīng SōngP; 1971) è un ex tennistavolista cinese, famoso per il suo eccentrico stile "moderno difensivo".
È noto soprattutto per aver sconfitto l'ex campione del mondo svedese Peter Karlsson nella finale a squadre maschile dei Campionati mondiali di tennistavolo nel 1995, assicurando così la vittoria finale alla Cina.
È anche arrivato alle semifinali del singolare maschile, nella stessa manifestazione, prima di perdere contro il compagno di squadra Kong Linghui.
Ding Song si distingueva dagli altri giocatori difensivi "tradizionali" per i suoi contrattacchi irragionevolmente frequenti e potenti, quasi aggressivi quanto quelli dei giocatori offensivi. Riusciva anche a confondere i suoi avversari con colpi ruotanti e quindi imprevedibili alla stregua di altri giocatori che sfruttano la tecnica del  chop.
Si è ritirato dalla squadra cinese dopo il WTTC del 1997.

## Nei media
È uno dei personaggi del film del 2023 Ping Pong - Il ritorno. Storia incentrata nel periodo dal 1990 al 1995 in cui la nazionale cinese perse e riconquistò la leadership mondiale.